# Gertrud

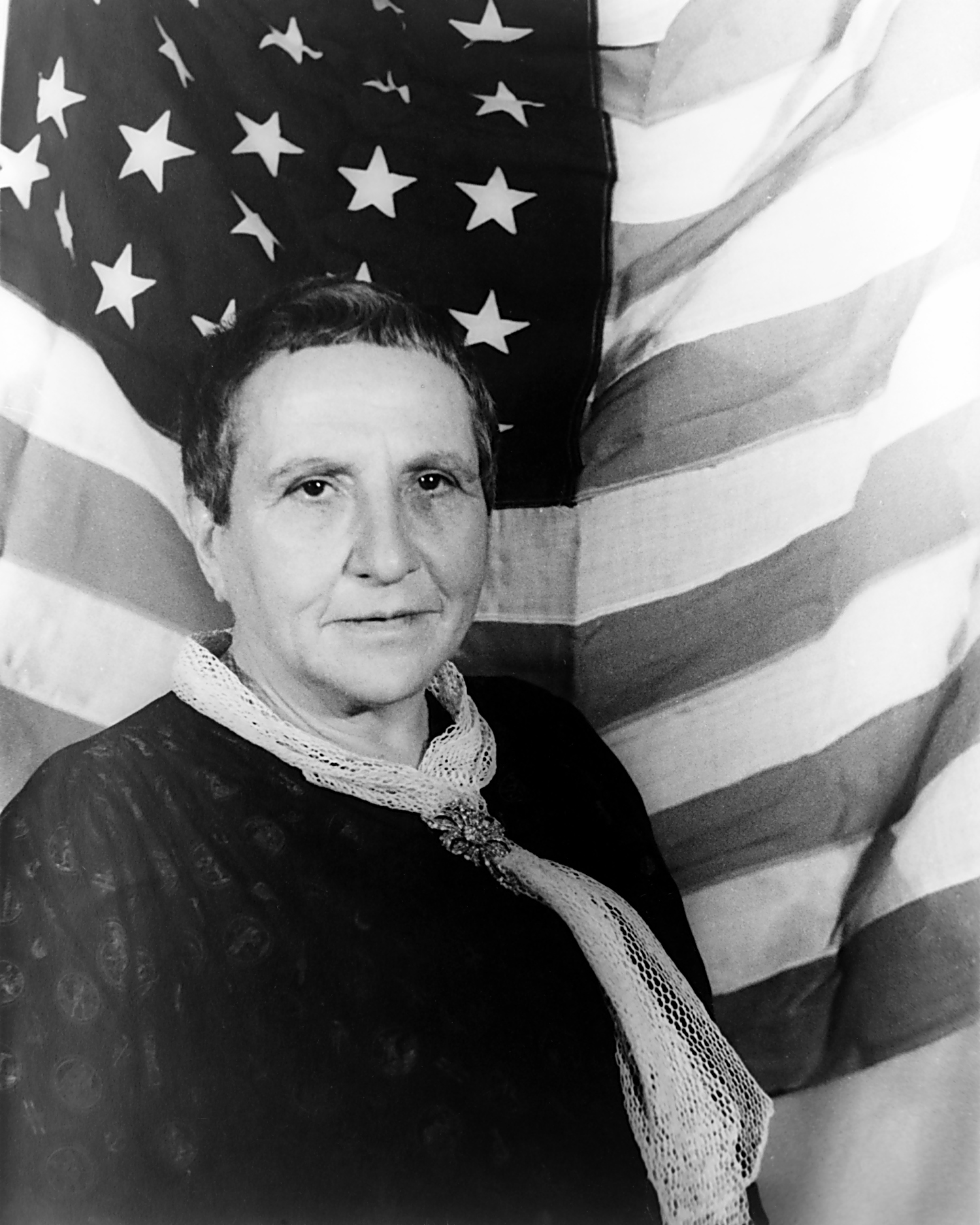
Gertrude Stein

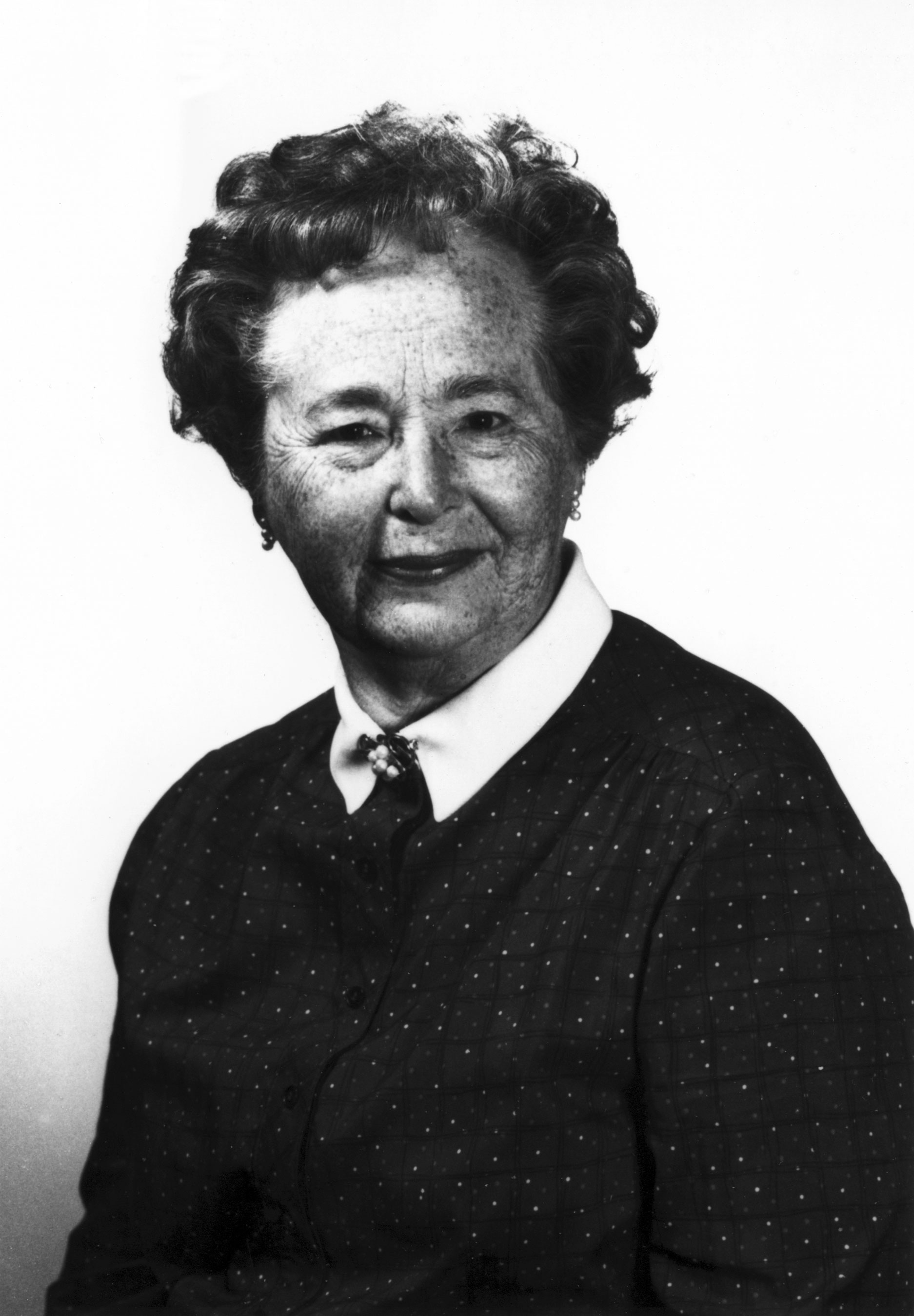
Gertrude B. Elion

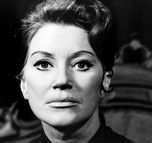
Gertrud Fridh

Gertrud (även Gertrude) är ett kvinnonamn med tyskt ursprung, belagt i Sverige sedan 1278. Namnet är sammansatt av det fornhögtyska ordet gēr ’spjut’ och germanska *þrūþi ’kraft, styrka’, jämför Mildred och Elfrida.
Namnet fick stor popularitet i och med helgonet Gertrud av Nivelles (626–659), de vägfarandes skyddshelgon, och har namnsdag den 17 mars i den svenska almanackan, efter Sankta Gertruds dödsdag. I den finlandssvenska namnsdagslängden har Gertrud namnsdag 17 mars sedan starten 1929, då en egen namnsdagskalender togs i bruk för finlandssvenskar.
Smekformer av Gertrud är Gertie och Gerty, på tyska Trude och på engelska Trudy.

## Popularitet
Namnet hade sin starkaste tidsperiod i Sverige under slutet av 1800-talet och början av 1900-talet, och har sedan minskat i popularitet. 1973 bars namnet av 24 134 personer, varav cirka 64% hade det som tilltalsnamn. 2004 hade siffran gått ner till 14 948.
Den 31 december 2014 fanns det totalt 10 852 kvinnor folkbokförda i Sverige med namnet Gertrud eller Gertrude, varav 4 525 bar det som tilltalsnamn. Dessutom fanns det 1 460 kvinnor med namnet Gertie eller Gerty varav 848 bar det som tilltalsnamn. 2023 fanns 8 216 personer med namnet Gertrud i Sverige, varav 2 946 personer hade det som tilltalsnamn.

## Personer med förnamnet Gertrud/Gertrude
- Gertrud av Babenberg, hertiginna av Böhmen
- Gertrud av Braunschweig, regerande grevinna av Braunschweig
- Gertrud av Helfta, tyskt helgon
- Gertrud av Meran, ungersk drottning
- Gertrud av Nivelles, belgiskt helgon
- Gertrud av Sachsen, grevinna och regent av Holland och Flandern
- Gertrud av Sachsen och Bayern, dansk drottning, hustru till Knut Valdemarsson av Danmark
- Gertrud Adelborg, svensk feminist
- Gertrud Almqvist-Brogren, svensk författare
- Gertrude Bell, brittisk forskningsresande och arkeolog
- Gertrud Bodlund, svensk skådespelare och scripta
- Gertrud Danielsson, svensk skådespelare
- Gertrude B. Elion, amerikansk biokemist och farmakolog, nobelpristagare i fysiologi eller medicin
- Gertrud Eysoldt, tysk skådespelare
- Gertrud Fridh, svensk skådespelare
- Gertrud Hellbrand, svensk författare
- Gertrude Kleinová, tjeckoslovakisk bordtennisspelare
- Gertrud af Klintberg, svensk socialarbetare och politiker
- Gertrude Käsebier, amerikansk fotograf
- Gertrud Larsson, svensk dramatiker och satiriker
- Gertrude Lawrence, brittisk skådespelare, sångerska och dansare
- Gertrud von Le Fort, tysk författare
- Gertrud Lennander, svensk professor i civilrätt och justitieråd
- Gertrud Lilja, svensk författare
- Gertrud "Gertie" Lindgren, svensk kostymör
- Gertrud Mariano, svensk skådespelare
- Gertrud Månsson, svensk politiker (s)
- Gertrud Olofsdotter Ahlgren, svensk naturläkare och så kallad klok gumma
- Gertrude Pritzi, österrikisk bordtennisspelare
- Gertrud Pålson-Wettergren, svensk skådespelare och operasångare
- Gertrud Scholtz-Klink,  tysk politiker och ordförande för nazistpartiets kvinnoorganisation
- Gertrud Sigurdsen, svensk politiker (s), f.d. statsråd
- Gertrude Stein, amerikansk författare och kulturpersonlighet
- Gertrud "Jeja" Sundström, svensk vissångare och skådespelare
- Gertrud Svensdotter, det första barnvittnet under de svenska häxprocesserna Det stora oväsendet 1668-76
- Gertrude Vanderbilt Whitney, amerikansk konstnär
- Gertrud Zetterholm, svensk författare och journalist

## Fiktiva personer med förnamnet Gertrud/Gertrude
- Gertrude, prins Hamlets mor i Shakespeares drama Hamlet
- Gertrud Kanning, titelfigur i Hjalmar Söderbergs drama Gertrud från 1906
- Gertrud Storm, person i Selma Lagerlöfs roman Jerusalem från 1901-1902